# Apoxiómeno de Éfeso

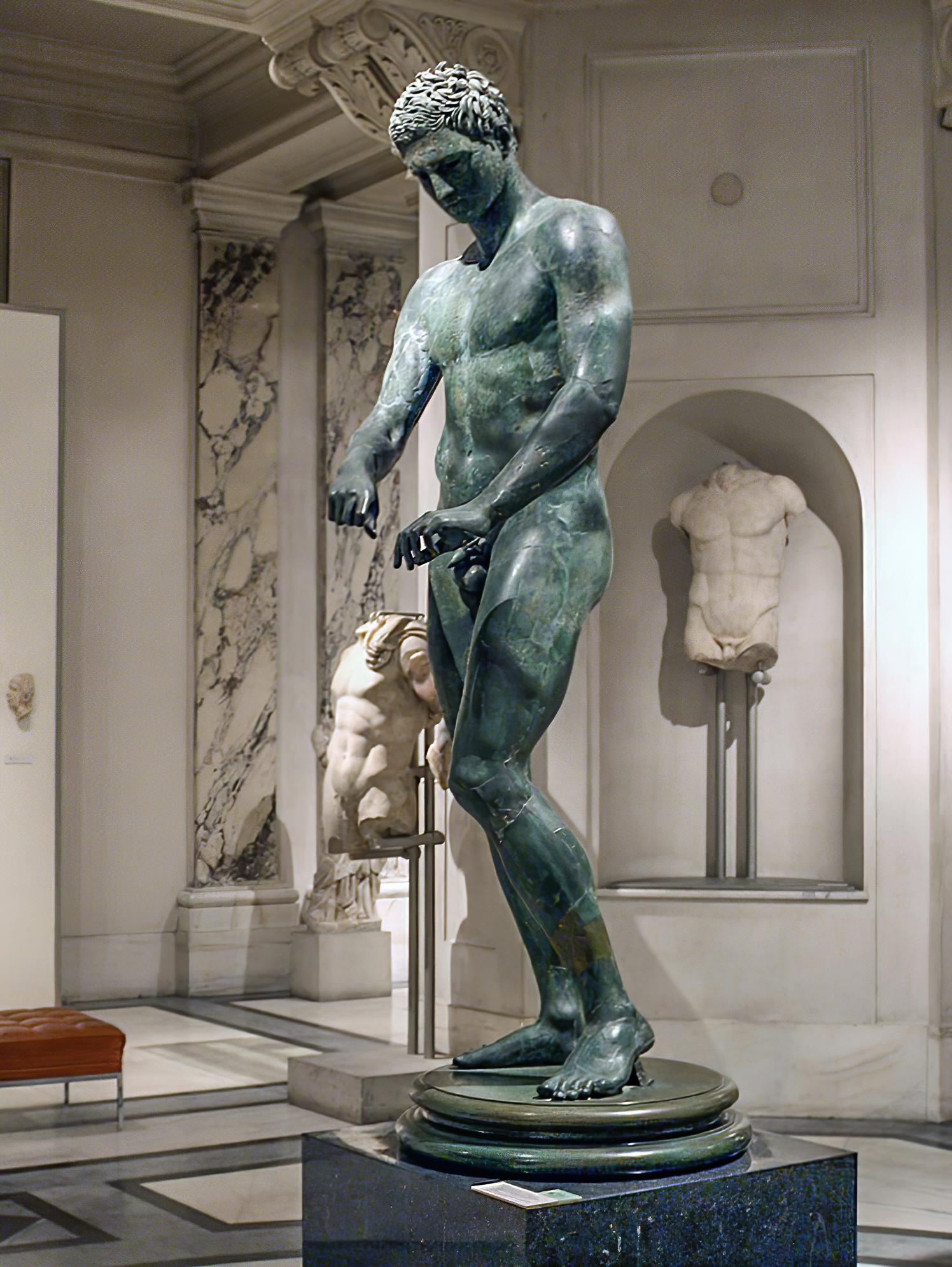
El Apoxiómeno de Éfeso.

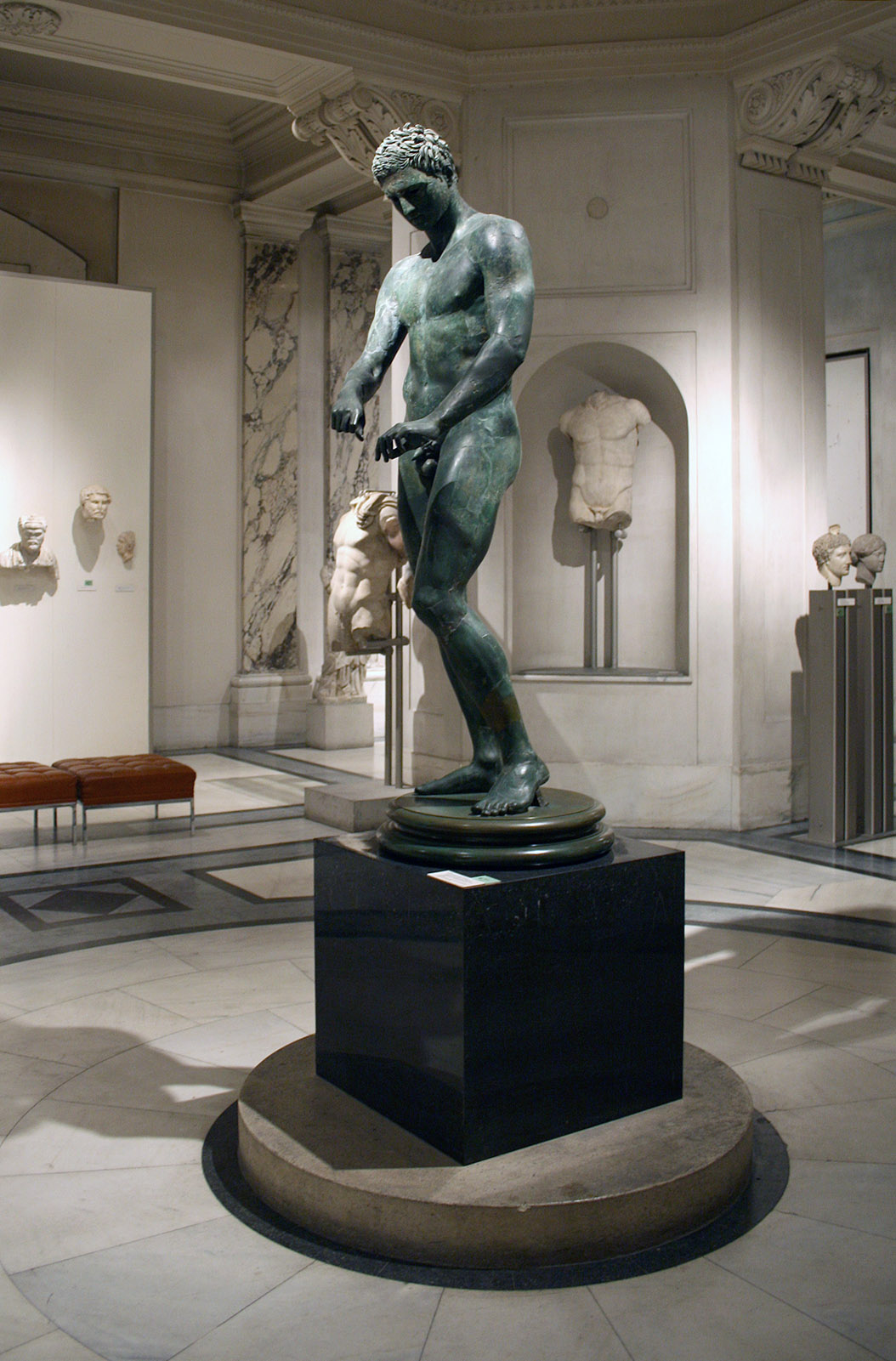
Apoxiómeno de Éfeso.

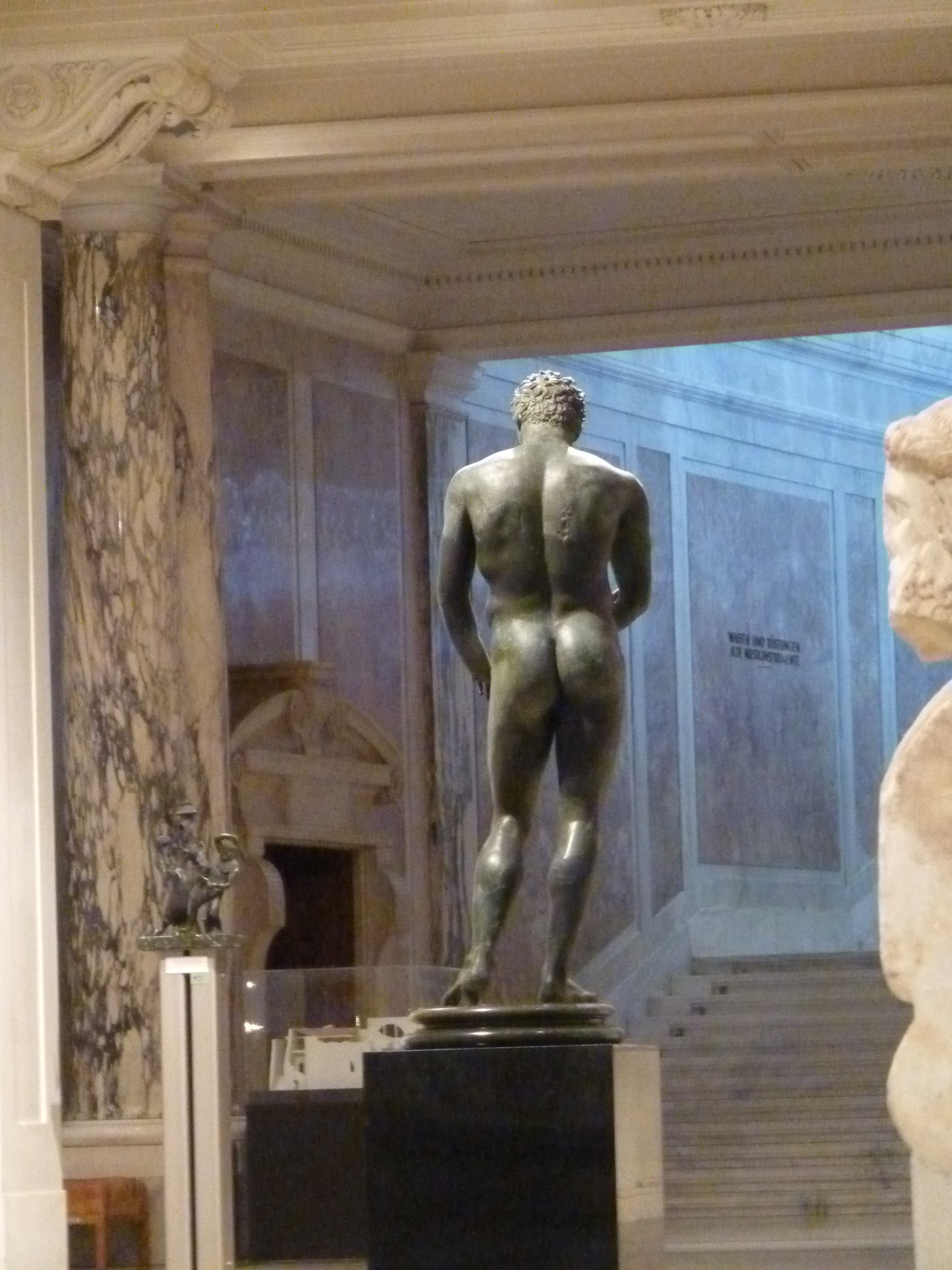
Apoxiómeno de Éfeso.

El Apoxiómeno de Éfeso o Atleta de Éfeso es una escultura de la Antigua Grecia, fechada en siglo I y realizada en bronce, que representa a un Apoxiómeno, es decir, a un atleta limpiándose el cuerpo tras el esfuerzo con un raspador curvo llamado estrígil. Forma parte de la colección de antigüedades del Museo de Historia del Arte de Viena, y se conserva en el Museo de Éfeso en el Palacio Imperial de Hofburg.

## Historia
La estatua de bronce del atleta fue encontrada en Éfeso,  en la actualidad cerca de Selçuk, en la costa occidental de Anatolia, en Turquía. La ciudad fue destruida en el año 263 por los godos y en 614 por un terremoto. La estatua fue descubierta en 1896 en varios centenares de fragmentos, durante las excavaciones dirigidas por el joven arqueólogo alemán Rudolf Heberdey (1864-1936), al frente de una expedición austriaca.

## Descripción
La escultura muestra a un joven atleta desnudo limpiándose con el rascador que acaba de utilizar con el pulgar y el índice de la mano izquierda. Los participantes en ejercicios y luchas solían limpiarse el cuerpo de este modo para quitarse el aceite y el polvo. La herramienta en sí no se ha conservado. La estatua mide 1,92 m.

## Reconstrucción
El atleta (en multitud de fragmentos) fue regalado al emperador Francisco José I por el sultán turco Abdul Hamid II. La estatua fue reconstruida en Viena a partir de 234 elementos fijados a eslabones de latón provistos de1 800 tornillos, montados sobre un armazón de hierro. Para estabilizarla, hubo que rellenarla con mortero. Tras la reconstrucción, la estatua fue inventariada en 1911 (inv. VI 3168). Más tarde, sin embargo, la escultura fue expuesta en el templo de Teseo situado en el parque Volksgarten de Viena, donde, debido a las condiciones climáticas y a los vapores ácidos del vino de la antigua bodega situada debajo, el mortero comenzó a disolverse y luego, como resultado de la corrosión, aparecieron fluorescencias en el bronce.

## Atribución
La escultura es una copia de la estatua perdida del Apoxiómeno, de alrededor del año 330 a. C., que representa a un joven atleta limpiándose con el estríngil (rascador en forma de media luna) que acaba de utilizar. La estatua no puede atribuirse a ningún artista antiguo, pero sus numerosas copias romanas, tanto en mármol como en piedra simple o incluso arcilla, atestiguan la gran popularidad del original. Teniendo en cuenta el parecido con la estatua de Apoxiómeno encontrada en Croacia en 1996, cabe suponer que el autor del original griego fue Dédalo de Sición.

## Exposición de arte helenístico
Para preparar la exposición itinerante de objetos del periodo helenístico organizada conjuntamente con el Museo J. Paul Getty en 2015, la estatua del atleta fue examinada durante dos años en colaboración con expertos de dicho museo. Tras análisis químicos y exámenes endoscópicos del mortero de relleno, así como otros exámenes radiográficos de la estructura, se comprobó que la escultura estaba en buen estado y podía «viajar». Las dos estatuas, la extraída del suelo de Éfeso y la sacada del mar a casi 50 m de profundidad cerca de las islas de Lošinj y Vele Orjule en Croacia, se mostraron juntas en una exposición itinerante en Viena, Florencia, Los Ángeles y Washington D. C..

## Galería comparativa

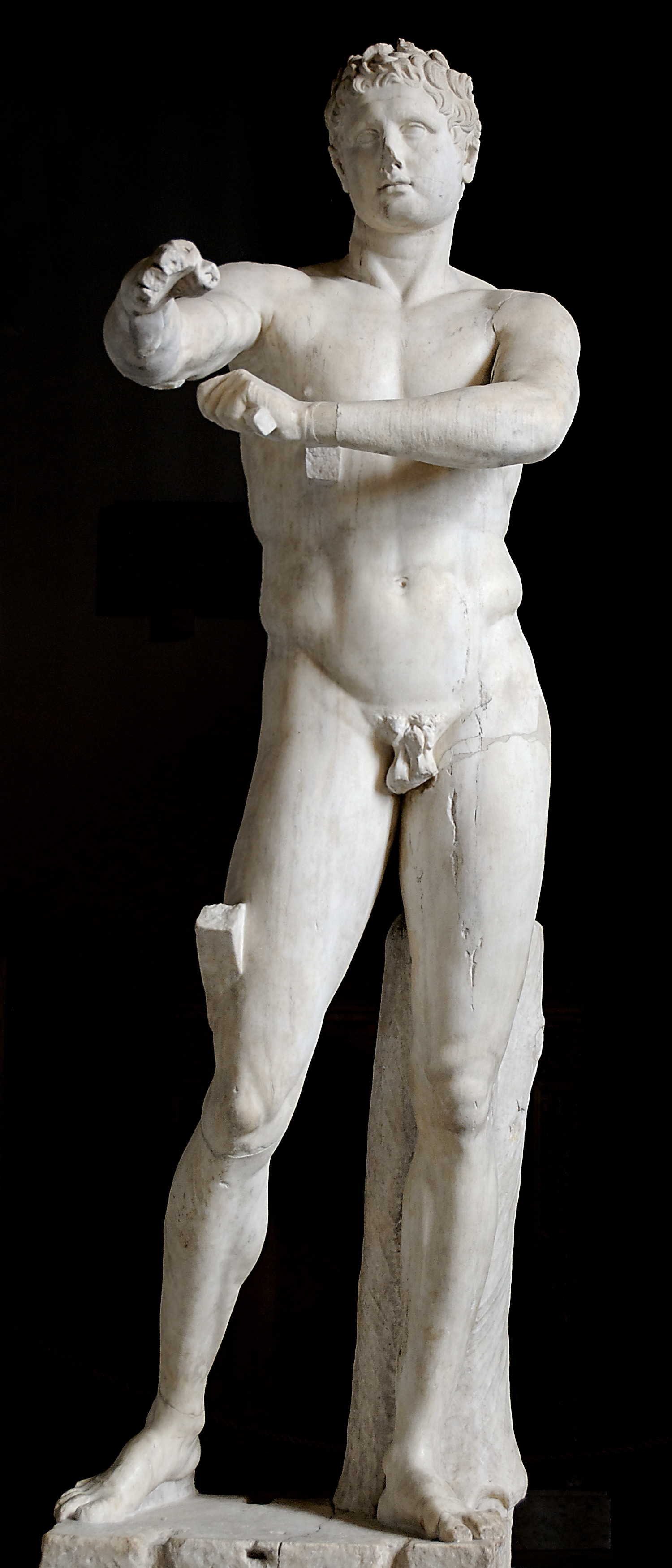
Apoxiómeno del Vaticano.
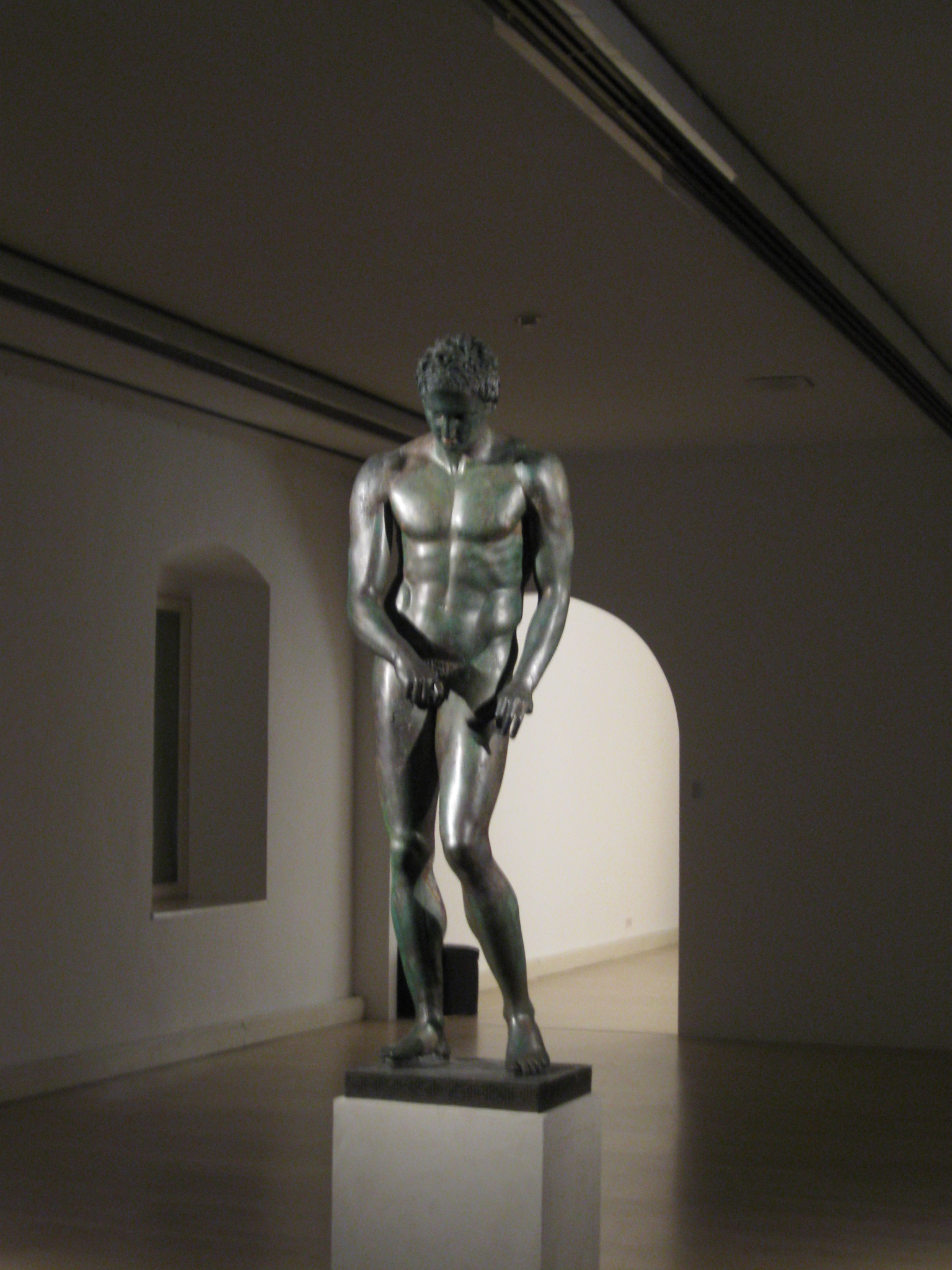
Apoxiómeno de Croacia.
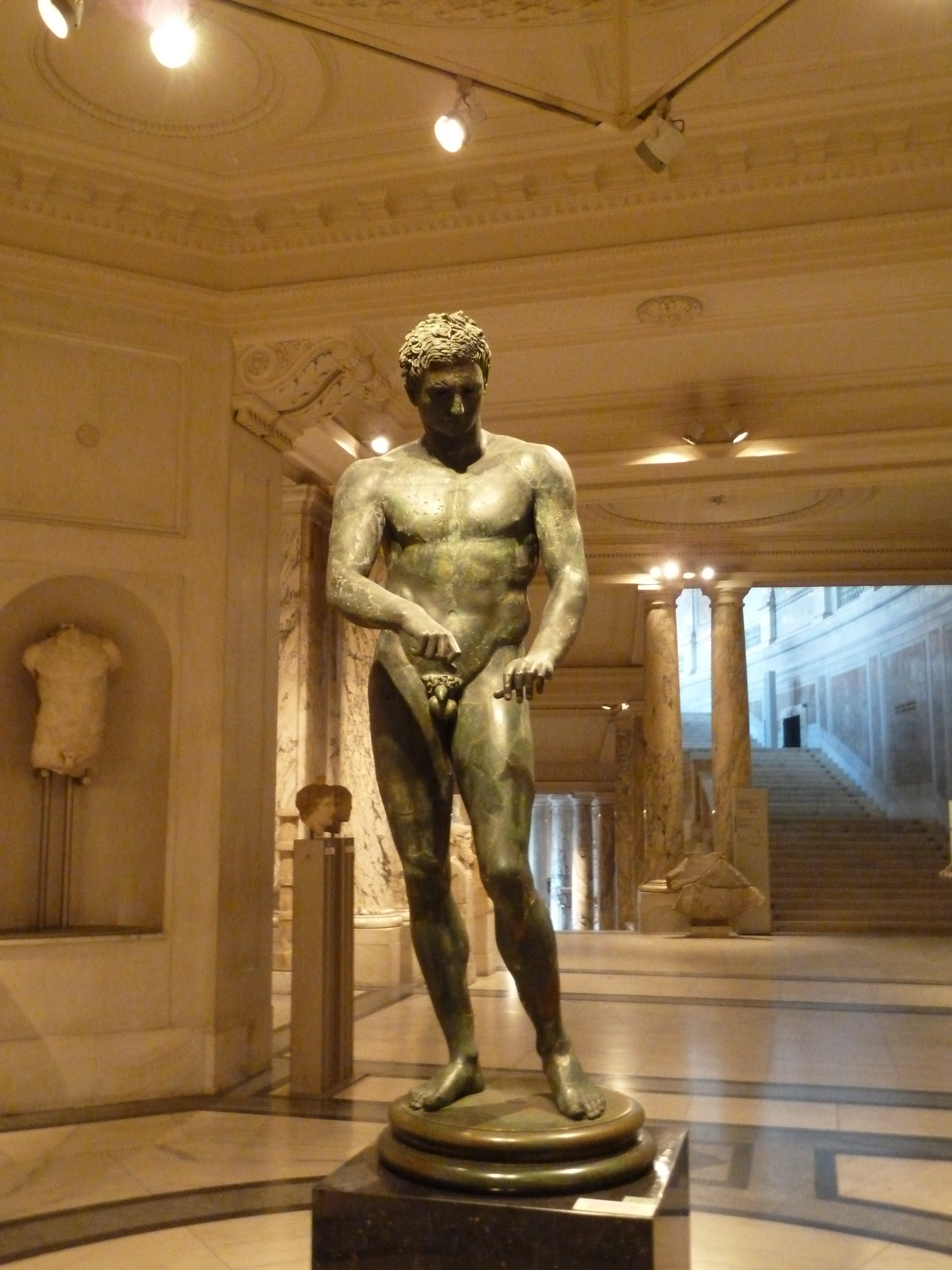
Apoxiómeno de Éfeso.
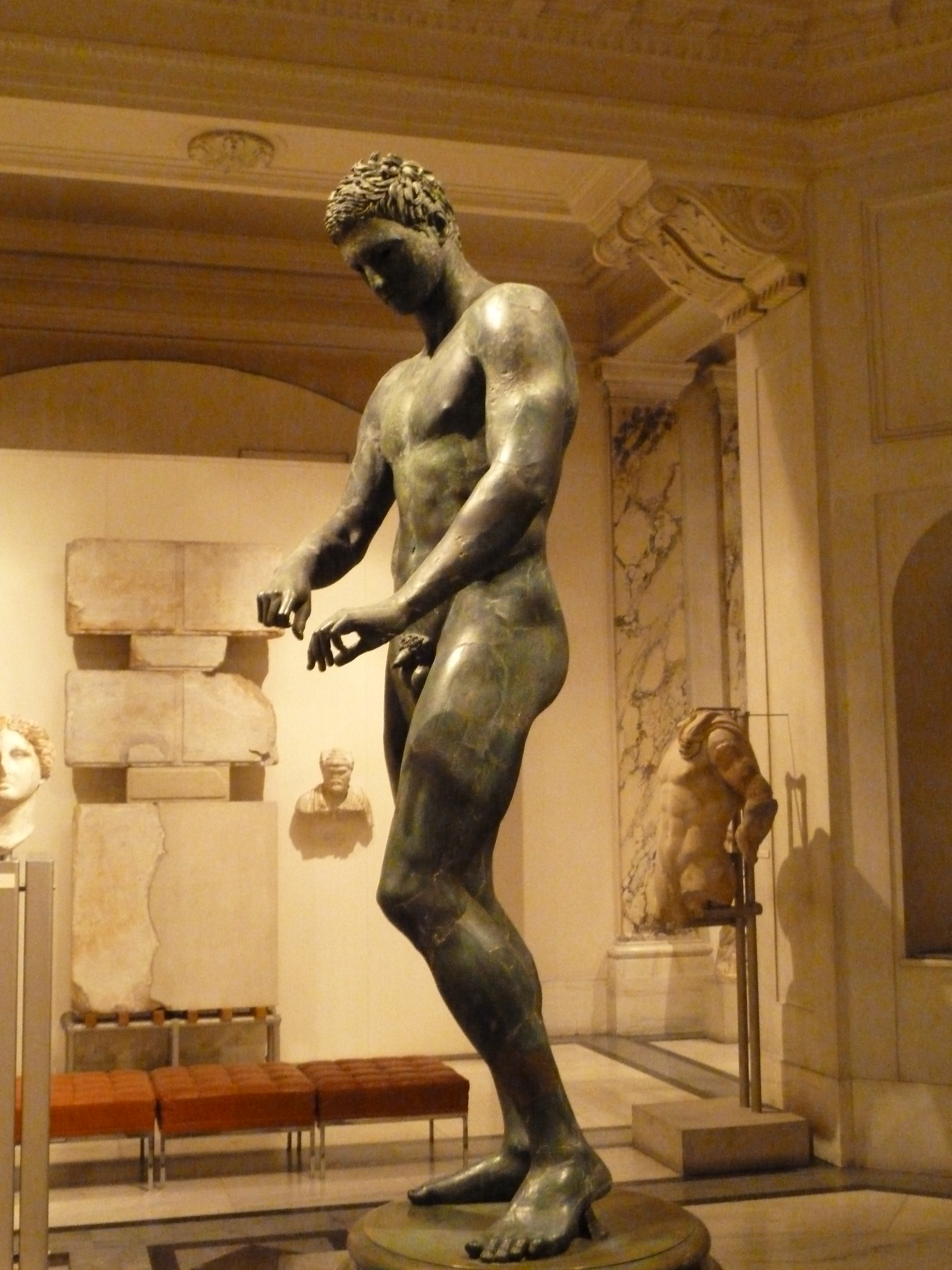
El mismo, visto de costado.